# Rie Kaneto
Rie Kaneto –en japonés, 金藤理絵, Kaneto Rie– (Shobara, 8 de septiembre de 1988) es una deportista japonesa que compitió en natación, especialista en el estilo braza.
Participó en dos Juegos Olímpicos de Verano, obteniendo una medalla de oro en Río de Janeiro 2016, en la prueba de 200 m braza, y el séptimo lugar en Pekín 2008, en la misma prueba.
Ganó una medalla de plata en el Campeonato Mundial de Natación en Piscina Corta de 2014 y una medalla de plata en el Campeonato Pan-Pacífico de Natación de 2014.

## Palmarés internacional
| Juegos Olímpicos                    | Juegos Olímpicos        | Juegos Olímpicos | Juegos Olímpicos |
| Año                                 | Lugar                   | Medalla          | Prueba           |
| ----------------------------------- | ----------------------- | ---------------- | ---------------- |
| 2016                                | Río de Janeiro (Brasil) | Medalla de oro   | 200 m braza      |
| Campeonato Mundial en Piscina Corta |                         |                  |                  |
| Año                                 | Lugar                   | Medalla          | Prueba           |
| 2014                                | Doha (Catar)            | Medalla de plata | 200 m braza      |
| Campeonato Pan-Pacífico             |                         |                  |                  |
| Año                                 | Lugar                   | Medalla          | Prueba           |
| 2014                                | Gold Coast (Australia)  | Medalla de plata | 200 m braza      |